# Elesclomol
Elesclomol (INN, tên mã STA-4783) là một loại thuốc gây ra  chết tế bào theo chương trình trong các tế bào ung thư. Nó đang được Synta Pharmaceuticals và GlaxoSmithKline phát triển như một chất bổ trợ hóa trị, và đã nhận được cả tình trạng thuốc theo dõi nhanh và mồ côi từ Cục Quản lý Thực phẩm và Dược phẩm Hoa Kỳ để điều trị khối u ác tính di căn. Synta Dược phẩm đã công bố vào ngày 26 tháng 2 năm 2009, việc đình chỉ tất cả các thử nghiệm lâm sàng liên quan đến Elesclomol do những lo ngại về an toàn. Vào tháng 3 năm 2010, Synta tuyên bố rằng FDA đã phê duyệt nối lại sự phát triển lâm sàng của elesclomol và họ dự kiến sẽ bắt đầu một hoặc nhiều thử nghiệm lâm sàng cho elesclomol trong nửa cuối năm nay.
Trong một nghiên cứu nhỏ, ngẫu nhiên ở giai đoạn II, elesclomol đã được chứng minh là làm tăng đáng kể tỷ lệ sống không tiến triển ở những người bị u ác tính di căn khi dùng cùng với paclitaxel (Taxol).
Kết quả từ một thử nghiệm giai đoạn III đã được công bố vào tháng 3 năm 2013. Nghiên cứu đã bị dừng lại khi xác định rằng việc bổ sung elesclomol vào paclitaxol không làm tăng đáng kể tỷ lệ sống không tiến triển.

## Cơ chế hoạt động
Elesclomol gây ra ứng kích oxy hóa bằng cách kích thích sự tích tụ các loại oxy phản ứng trong các tế bào ung thư. Elesclomol cần một ion kim loại hoạt tính oxy hóa khử để hoạt động. Phức hợp Cu (II) mạnh gấp 34 lần so với phức Ni (II) và mạnh gấp 1040 lần so với phức Pt (II).

## Khám phá
Elesclomol lần đầu tiên được tổng hợp tại Shinogi BioResearch ở Lexington, MA. Hiệu quả của nó chống lại ung thư được phát hiện bởi các nhà khoa học tại Shionogi BioResearch. Đó là niềm vui của nhà hóa học thuần túy, Chen Synta's Chen nói. Tự chế, ngẫu nhiên, và rõ ràng không có mục đích cụ thể. Nó là người duy nhất mà làm việc trên tất cả mọi thứ chúng tôi đã cố gắng." 